# Cunegonda van Polen
Cunegonda van Polen, ook bekend als Kinga van Polen (Esztergom, 5 maart 1224 - Stary Sącz, 24 juli 1292), was van 1243 tot 1279 groothertogin-gemalin van Polen. Ze behoorde tot het huis Árpáden. Ook is ze een heilige in de Rooms-Katholieke Kerk en patroonheilige van Polen en Litouwen. In Polen wordt ze aanbeden als de beschermheilige van de mijnwerkers.

## Levensloop
Ze was een dochter van koning Béla IV van Hongarije en Maria Laskarina, een prinses uit het Byzantijnse Rijk.
In 1239 huwde ze met Bolesław V van Polen, die van 1243 tot 1279 groothertog van Polen was. Het echtpaar bleef kinderloos en leefde in kuisheid.
Als groothertogin van Polen deed Cunegonda vooral liefdadigheidswerk door onder meer armen te bezoeken en lepralijders te helpen. Nadat haar echtgenoot in 1279 stierf, verkocht ze al haar materiële bezittingen en schonk ze het geld aan de armen. Ze wilde ook niets meer te maken hebben met het bestuur van Polen en werd zuster in het Clarissenklooster van Stary Sącz, waar ze haar hele verdere leven doorbracht in beschouwing en gebed en waar ze niemand toeliet om haar aan te spreken op haar verleden als groothertogin van Polen. In 1292 overleed ze.
Op 16 juni 1690 werd ze door paus Alexander VIII zalig verklaard en in 1695 werd Cunegonda uitgeroepen tot patroonheilige van Polen en Litouwen. Op 16 juni 1999 werd ze door paus Johannes Paulus II officieel heilig verklaard.
- Gemeinsame Normdatei: 121662632
- International Standard Name Identifier: 0000 0000 5960 9823
- Library of Congress Control Number: n83046814
- Nationale Bibliotheek van Tsjechië: js2004257956
- Nationale Bibliotheek van Israël: 987007274391205171
- Nationale Bibliotheek van Polen: a0000001183419
- Virtual International Authority File: 27933383
- WorldCat: E39PCjygHDgRmTRgpXdXX8wf4q